# Bruant de Koslov
Emberiza koslowi
Espèce
Statut de conservation UICN

 NT  : Quasi menacé
Le Bruant de Koslov (Emberiza koslowi) est une espèce de la famille des Emberizidae.

## Systématique
Le nom scientifique complet (avec auteur) de ce taxon est Emberiza koslowi Bianchi, 1904.
Ce taxon porte en français le nom vernaculaire ou normalisé suivant : Bruant de Koslov.